# Homecomputer (Zeitschrift)
Die Homecomputer war eine Computerzeitschrift, die von März 1983 bis November 1986 jeweils zu Anfang eines Monats erschien. Die Verlage, die die Zeitschrift veröffentlichten, waren der Roeske Verlag (Eschwege) und der Tronic Verlag. Erster Herausgeber der Zeitschrift war Ralph Roeske.
Die Zeitschrift veröffentlichte überwiegend Listings für die damals gängigen Heimcomputer-Systeme, so u. a. C64, Atari XL/XE, VC-20, ZX Spectrum, Apple II. Nachrichten oder Artikel kamen in den Ausgaben des ersten Jahres weniger vor, wurden jedoch nach Umstrukturierungen innerhalb der Redaktion ausgebaut und waren von recht hoher Qualität.
Ab der November-Ausgabe 1986 wurde die Homecomputer mit der Zeitschrift Computronic zusammengelegt.